# Língua manica
A língua manica, também grafada chimanyika, cimanyika, manika, bamanyeka, wamanyika e wanyika é falada principalmente no Zimbábue e em Moçambique, particularmente nas províncias Manicalândia e Manica, cujos nomes estão associados ao nome da língua.
É falada, como primeira língua, por cerca de um milhão de pessoas, segundo uma estimativa relativa ao ano 2000, e pertence ao grupo das línguas xona, da grande família das línguas bantas. A língua manica tem 74 a 81 % de similaridade léxica com a língua xindau, outra língua falada em Moçambique.
São reconhecidos os dialetos bocha (ou boka), bunji, bvumba, domba, guta, here, hungwe, jindwi, karombe, nyamuka, nyatwe e unyama.

## Particularidades linguísticas
A língua manica foi estudada por William Gardner, e tem um título em português, como citado pelo Ethnologue. A versão inglesa da Wikipedia refere algumas particularidades, mas sem referir a fonte. Por exemplo, o prefixo 'va-', usado em xona em nomes masculinos para mostrar senioridade e respeito, mudaria para 'sa-' em manica (chiManyika). O mesmo prefixo 'va-' usado em shona para indicar o plural de pessoas, por exemplo vanhu vakaenda vakawanda (aproximadamente traduzível como “As pessoas vão cultivar”) é substituído em chiManyika por 'wa-': wanhu wakaenda wakawanda.
A Bíblia foi pela primeira vez parcialmente publicada em língua manica em 1903. Uma versão da Ave Maria supostamente nesta língua encontra-se no Language Museum; é interessante notar que esta versão parece contradizer a troca de consoantes referida acima, uma vez que o prefixo 'va-', aparentemente como indicativo de respeito, aparece em todo o texto.